# SAI Quiet Supersonic Transport
SAI Quiet Supersonic Transport (QSST) je bil projekt ameriške letalske firme Supersonic Aerospace International (SAI) za nadzvočno poslovno letalo, ki bi imel manjši oziroma ne bi imel zelo glasnega zvočnega poka. 
Lockheed Martinova divizija Skunk Works je začela razvijati QSST maja 2001 po $25 milijonski pogodbi. Letalo bi letelo na višini 60 000 čevljev (18 300m) pri hitrost 1,6 do 1,8 Macha (1 218 do 1 370 milj/h). Dolet letala naj bi bil 7400 kilometrov (4 600 milj). Zvočni pok naj bi bil samo 1% močan v primerjavi s concordom.
SAI inženirji so študirali motorje od General Electrica, Pratt & Whitney in Rolls-Royca. Vsak motor bi moral razviti 33 000 funtov potiska, približno toliko kot 200 sedežno potniško letalo. Letalo naj bi prvič poletelo leta 2017, z dobavami strankam leta 2018. Cena za letalo naj bi bila $80 milijonov.
QSST bi dosegel dosti manjši zvočni pok s povečanjem razmerja dolžina/razpon in uporabo kanardov